# Lycaon pictus pictus
Il licaone del Capo (Lycaon pictus pictus) è una sottospecie di licaone indigeno dell'Africa meridionale.

## Descrizione
Si tratta della sottospecie più grande, pesante 20-25 kg. È più variopinto del licaone dell'Africa orientale, ma anche in questa solo sottospecie ci sono enormi variazioni di colore: gli esemplari nel capo di Buona Speranza sono caratterizzati dalla grande quantità di arancione-giallastro sovrapposizionato sulle parti nere, le orecchie giallastre, l'addome giallo, e i peli biancastri sulla gola. Le popolazioni in Mozambico si distinguono per il pareggio di peli gialli e neri sulle superfici superiori ed inferiori del corpo, e la quantità inferiore di peli bianchi che caratterizzano le popolazioni del Capo.

## Areale
L'Africa meridionale contiene numerose popolazioni di licaone autosufficienti, uno di essi inglobando il Botswana settentrionale, il Namibia settentrionale e lo Zimbabwe occidentale. In Sudafrica, il Parco nazionale Kruger contiene oltre 400 esemplari. Zambia contiene due popolazioni notevoli, una nel parco nazionale di Kafue, e un'altra presso la valle di Luangwa. La specie rimane rara in Malawi, ed è probabilmente estinta in Angola e Mozambico.

## Nel folklore
Il licaone ha un ruolo importante nella mitologia dei san dell'Africa meridionale. In una favola, il licaone viene indirettamente collegato con l'origine della morte, siccome la lepre viene condannata dalla luna d'essere per sempre inseguita dai licaoni dopo che la prima rifiutò l'offerta della luna per dare a tutti gli animali la possibilità di rinascere dopo la morte. Un'altra racconta come Kaang si vendica contro gli altri dèi mandandogli un esercito di uomini trasformati in licaoni, sebbene non viene mai specificato chi vinse la battaglia. I san di Botswana considerano il licaone come il cacciatore perfetto, e si spalmano i piedi con i fluidi odoriferi della specie, credendo che ciò gli conferirà il suo coraggio e agilità. La specie però non viene rappresentata spesso sulle pitture rupestri san, con l'unico esempio notevole trattandosi d'un fregio sul monte Erongo che raffigura un branco che insegue due antilopi.